# Amor De Cosmos

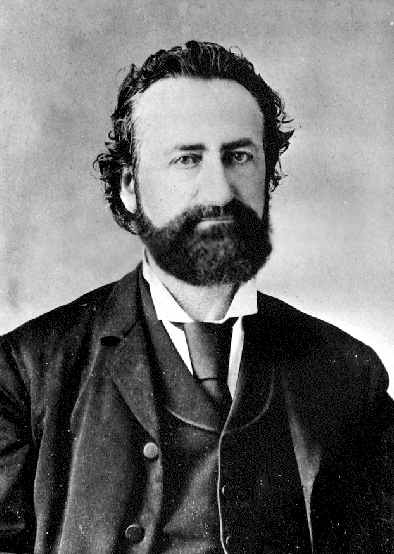
Amor De Cosmos

Amor De Cosmos (* 20. August 1825 in Windsor, Nova Scotia als William Alexander Smith; † 4. Juli 1897 in Victoria, Vereinigte Kolonien von Vancouver Island und British Columbia) war ein kanadischer Politiker und Journalist. Er galt als sehr exzentrisch und ließ seinen ursprünglichen Namen ändern, um seine „Liebe zum Universum“ auszudrücken. De Cosmos war eine der einflussreichsten Persönlichkeiten in der Geschichte von British Columbia: Er trug maßgeblich zum Beitritt dieser Kolonie zur Kanadischen Konföderation bei und war vom 23. Dezember 1872 bis zum 11. Februar 1874 Provinzpremierminister. Elf Jahre lang war er auch Abgeordneter im kanadischen Unterhaus.
Die kanadische Regierung, vertreten durch den für das Historic Sites and Monuments Board of Canada zuständigen Minister, ehrte De Cosmos am 19. Mai 1938 für sein Wirken und erklärte ihn zu einer „Person von nationaler historischer Bedeutung“.

## Frühes Leben
Smith erhielt seine Ausbildung zuerst an einer Privatschule, anschließend besuchte er das King’s College in Windsor (Nova Scotia), die älteste unabhängige Schule des Commonwealths außerhalb Großbritanniens. Um 1840 zog seine Familie nach Halifax um, wo er als kaufmännischer Angestellter in einem Gemüsehandelsunternehmen arbeitete. Er besuchte Abendkurse und schloss sich dem Debattierclub der Dalhousie University an, wo ihn Reformer Joseph Howe politisch beeinflusste.
Nach zwölf Jahren zog Smith, angelockt durch den Kalifornischen Goldrausch, nach Placerville im Norden Kaliforniens, wo er im Juni 1853 ankam. Der begeisterte Amateurfotograf begann, Fotos von den Goldsuchern und ihrer Arbeit zu machen. Er eröffnete eines der ersten Fotostudios des Bundesstaates, das sich als sehr profitabel erwies. 1854 ging er zusammen mit seinem Bruder Charles nach Oroville, wo sie nicht näher bekannte Geschäfte tätigten.
Im selben Jahr ersuchte William Alexander Smith das kalifornische Parlament, seinen Namen offiziell in Amor De Cosmos (von ihm selbst ungenau als „Liebhaber des Universums“ übersetzt) zu ändern. Vor dem Parlament sagte er, dieser Name symbolisiere jene Dinge, die er am meisten liebe: „Die Liebe zur Ordnung, zur Schönheit, zur Welt, zum Universum.“ Die erheiterten Abgeordneten nahmen sein Gesuch an.

## Journalist und Reformer
Im Januar 1858, kurz vor dem Fraser-Canyon-Goldrausch, zog sein Bruder nach Victoria, damals noch die Hauptstadt der Kolonie Vancouver Island im Westen von Britisch-Nordamerika. De Cosmos folgte ihm im Juni nach. Die Stadt erlebte gerade ein explosionsartiges Wachstum, ausgelöst durch die Goldfunde am Fraser River auf dem gegenüberliegenden Festland. De Cosmos gründete die Zeitung The Daily British Colonist, die am 11. Dezember 1858 erstmals erschien und bis heute unter dem Namen Times-Colonist existiert.
Bis 1863 blieb De Cosmos Chefredakteur des Colonist und etablierte sich rasch als Gegner der Verwaltung unter James Douglas, dem Gouverneur der Kolonie und ehemaligen Filialleiter der Hudson’s Bay Company (HBC) auf Vancouver Island. Er verurteilte den Klüngel aus HBC-Vertretern sowie Douglas’ Verwandten und Freunden, die selbst nach dessen Rücktritt im Jahr 1864 die politische und wirtschaftliche Entwicklung der Kolonie kontrollierten. Diese Gruppe misstraute repräsentativen, demokratisch gewählten Staatsorganen und bevorzugte eine durch Kirche, Adel und Privatschulen gestützte hierarchische Gesellschaftsordnung.
De Cosmos war ein liberaler Reformer, der die Lehren von John Locke und John Stuart Mill vertrat. Er setzte sich leidenschaftlich für öffentliche Schulen, das Ende wirtschaftlicher und politischer Privilegien und insbesondere für die Einführung der Selbstverwaltung durch gewählte Volksvertreter ein. Gemäß dem viktorianischen Zeitgeist war er davon überzeugt, Grundeigentum und gesellschaftliche Stabilität seien Voraussetzungen für eine Politik der Selbstbestimmung. Er lehnte deshalb das allgemeine Wahlrecht für alle männlichen Bürger ab; Wähler sollten auch Steuern bezahlen und von Nutzen für die Gesellschaft sein. De Cosmos betrachtete die Landwirtschaft als Basis für den Wohlstand der Kolonie, forderte aber auch eine Diversifizierung der Wirtschaft.

## Kolonial- und Provinzpolitik
Als Nachkomme von Loyalisten, die während des Amerikanischen Unabhängigkeitskriegs geflohen waren, entwickelte De Cosmos einen ausgeprägten kanadischen Nationalismus. Er trat daher für protektionistische Maßnahmen ein, um die Wirtschaft der Kolonien in Britisch-Nordamerika vor dem Einfluss der Vereinigten Staaten zu schützen. Die Kolonien sollten sich selbst versorgen können, eine eigene Identität entwickeln und eine politisch-wirtschaftliche Union bilden.
Aus diesen Ideen heraus entwickelte De Cosmos zwei anzustrebende Ziele: Zuerst die Vereinigung der Kolonien Vancouver Island und British Columbia, danach der Beitritt zu einer Konföderation. Um das erste Ziel zu erreichen, gab er seine journalistische Tätigkeit auf und wurde Mitglied des Legislativrats der Kolonie Vancouver Island, dem er bis zur Vereinigung mit der Kolonie British Columbia angehörte. Das zweite Ziel suchte er als Mitglied der Ratsversammlung der Vereinigten Kolonien von Vancouver Island und British Columbia zu erreichen (1867–68 und 1870–71). Zusammen mit Robert Beaven und John Robson gründete er 1868 die Confederation League, die sich für den Beitritt der vereinigten Kolonie zur Kanadischen Konföderation einsetzte. Aufgrund seiner führenden Rolle in diesem politischen Prozess gilt De Cosmos als einer der Väter der Konföderation.
Mit dem Beitritt British Columbias als Provinz Kanadas am 20. Juli 1871 hatte De Cosmos sein Ziel erreicht. Im Oktober wurde er bei der ersten Wahl zur Legislativversammlung von British Columbia als Abgeordneter des Wahlbezirks Victoria gewählt (damals existierten auf Provinzebene noch keine Parteien). Einen Monat später folgte die Wahl in das kanadische Unterhaus, wo er der Liberalen Partei angehörte. Von 1870 bis 1873 war er zusätzlich Redakteur der Zeitung Victoria Daily Standard.

## Premierminister
Trotz seiner Bekanntheit wurde nicht De Cosmos vom Vizegouverneur zum ersten Premierminister der Provinz ernannt, sondern John Foster McCreight. Eine Rolle dürfte dabei De Cosmos’ Charakter gespielt haben, denn er galt als aufrührerisch und hatte ein aufbrausendes Temperament. McCreights Regierung scheiterte an einem Misstrauensvotum und trat am 23. Dezember 1872 zurück. Vizegouverneur Joseph William Trutch setzte daraufhin De Cosmos doch noch als Premierminister ein.
De Cosmos’ Regierung bestand hauptsächlich aus Personen, die in Nordamerika geboren worden waren und nicht der zuvor dominierenden britischen Elite angehörten. Mit einem umfangreichen Reformprogramm sollten die Wirtschaft gefördert und öffentliche Einrichtungen – insbesondere im Bildungswesen – ausgebaut werden. De Cosmos strebte auch den raschen Baubeginn einer transkontinentalen Eisenbahnlinie an, so wie es im Beitrittsvertrag vereinbart worden war. Allerdings weilte er wegen seines Doppelmandats die meiste Zeit in Ottawa und London, so dass kaum eines der angestrebten Ziele erreicht werden konnte.
Um die Wirtschaft zu fördern, wollte De Cosmos Hafenanlagen in Victoria errichten. Er handelte mit der Bundesregierung von John Macdonald einen Kredit von 1 Million Pfund aus (von dessen Nachfolger Alexander Mackenzie bestätigt), um Infrastrukturprojekte zu finanzieren. Als er jedoch im Januar 1874 nach Victoria zurückkehrte, kritisierten ihn seine politischen Gegner heftig. Sie waren davon überzeugt, wegen des geplanten Hafens werde die transkontinentale Eisenbahnlinie nicht wie versprochen bis nach Victoria führen.
Die Opposition, zu der De Cosmos’ ehemalige Mitstreiter John Robson und John Sebastian Helmcken gehörten, erhob Anschuldigungen, wonach er von Macdonald unrechtmäßig Geld erhalten und sein öffentliches Amt missbraucht habe, um seine eigene Eisenmine auf Texada Island zu fördern. De Cosmos trat am 11. Februar 1874 als Premierminister und Provinzabgeordneter zurück. Bei der Unterhauswahl 1874, die drei Wochen vorher stattgefunden hatten, verteidigte er seinen Sitz mit einem Vorsprung von nur vier Stimmen. Eine Untersuchungskommission kam später zum Schluss, De Cosmos sei kein Fehlverhalten nachzuweisen.

## Unterhausabgeordneter
Der von der Opposition erhobene Vorwurf, die Interessen von Vancouver Island verraten zu haben, trieb De Cosmos dazu, sich im Unterhaus noch stärker für den baldigen Baubeginn der transkontinentalen Eisenbahn einzusetzen, mit Victoria als Endstation. Doch dann wurde Vancouver als Endpunkt bestimmt und Vancouver Island erhielt mit großer Verspätung lediglich eine Nebenbahn, die 1886 eröffnete Esquimalt and Nanaimo Railway.
De Cosmos widersetzte sich auch Zugeständnissen gegenüber den First Nations der Provinz bei Fragen der Landnutzung. Er betrachtete jedes Entgegenkommen als Hindernis bei der wirtschaftlichen Entwicklung und der Ansiedlung von Einwanderern europäischer Herkunft. Chinesische Arbeiter betrachtete er als billige Konkurrenz zu europäischen Arbeitern. 1879 überreichte er im Unterhaus eine Petition, die strengere Einwanderungsbestimmungen für Asiaten forderte. Allgemein fiel er im Parlament wenig auf, da er sich darauf beschränkte, die Interessen seines Wahlkreises zu vertreten. Bei der Unterhauswahl im Juni 1882 wurde er nicht wiedergewählt.

## Rückzug aus der Politik
Nach der Wahlniederlage zog sich De Cosmos aus der Politik zurück. Seine Zeitgenossen beschrieben ihn als bewegenden Redner, effektiven Debattierer und Mann von hoher Intelligenz, doch er galt auch als cholerischer Exzentriker. Er war Junggeselle geblieben, hatte wenige Freunde und trat großspurig auf. Es wird berichtet, wegen seiner panischen Angst vor Elektrizität habe er in seinem Haus keine elektrischen Leitungen geduldet und sei nie mit der Straßenbahn gefahren.
Als starker Trinker neigte er dazu, sich in lautstarke Diskussionen zu verwickeln und Meinungsverschiedenheiten bisweilen mit den Fäusten auszutragen. Auch hatte er in der Öffentlichkeit mehrere Nervenzusammenbrüche. Mit zunehmendem Alter wurde er immer exzentrischer. 1895 wurde er nach einer kurzen Rückkehr ins politische Geschehen (er hatte sich für eine Fährverbindung eingesetzt) als geisteskrank erklärt. Zwei Jahre später verstarb er.